# ニッビオーラ
ニッビオーラ（伊: Nibbiola）は、イタリア共和国ピエモンテ州ノヴァーラ県にある、人口約800人の基礎自治体（コムーネ）。

## 地理

### 位置・広がり
| 隣接するコムーネは以下の通り。 - ガルバーニャ・ノヴァレーゼ - グラノッツォ・コン・モンティチェッロ - ノヴァーラ - テルドッビアーテ - ヴェスポラーテ |